# Swedish Open 1998 - Qualificazioni doppio
Le qualificazioni del doppio  dello  Swedish Open 1998 sono state un torneo di tennis preliminare per accedere alla fase finale della manifestazione. I vincitori dell'ultimo turno sono entrati di diritto nel tabellone principale. In caso di ritiro di uno o più giocatori aventi diritto a questi sono subentrati i lucky loser, ossia i giocatori che hanno perso nell'ultimo turno ma che avevano una classifica più alta rispetto agli altri partecipanti che avevano comunque perso nel turno finale.
Le qualificazioni del doppio del torneo Swedish Open 1998 prevedevano 4 coppie partecipanti di cui una è entrata nel tabellone principale.

## Teste di serie
1. Andrea Gaudenzi /  Diego Nargiso (Qualificati)

1. Fredrik Bergh /  Rikard Bergh (ultimo turno)

## Qualificati
1. Andrea Gaudenzi  /   Diego Nargiso

## Tabellone

### Legenda
| - Q = Qualificato - WC = Wild card - LL = Lucky loser | - ALT = Alternate - SE = Special Exempt - PR = Protected Ranking | - w/o = Walkover - r = Ritirato - d = Squalificato |

|  | Primo turno | Primo turno                        | Primo turno | Primo turno | Primo turno |  |  | Ultimo turno | Ultimo turno                  | Ultimo turno                  | Ultimo turno                  | Ultimo turno |  |
|  |             |                                    |             |             |             |  |  |              |                               |                               |                               |              |  |
|  | 1           | Andrea Gaudenzi Diego Nargiso      | 7           | 6           | 6           |  |  |              |                               |                               |                               |              |  |
|  |             | Richard Fromberg Jared Palmer      | 6           | 7           | 4           |  |  | 1            | Andrea Gaudenzi Diego Nargiso | Andrea Gaudenzi Diego Nargiso | Andrea Gaudenzi Diego Nargiso | W-O          |  |
|  | 2           | Fredrik Bergh Rikard Bergh         | 4           | 6           | 7           |  |  | 2            | Fredrik Bergh Rikard Bergh    | Fredrik Bergh Rikard Bergh    | Fredrik Bergh Rikard Bergh    |              |  |
|  |             | Henrik Andersson Mattias Hellstrom | 6           | 3           | 5           |  |  |              |                               |                               |                               |              |  |